# Гора родила мышь

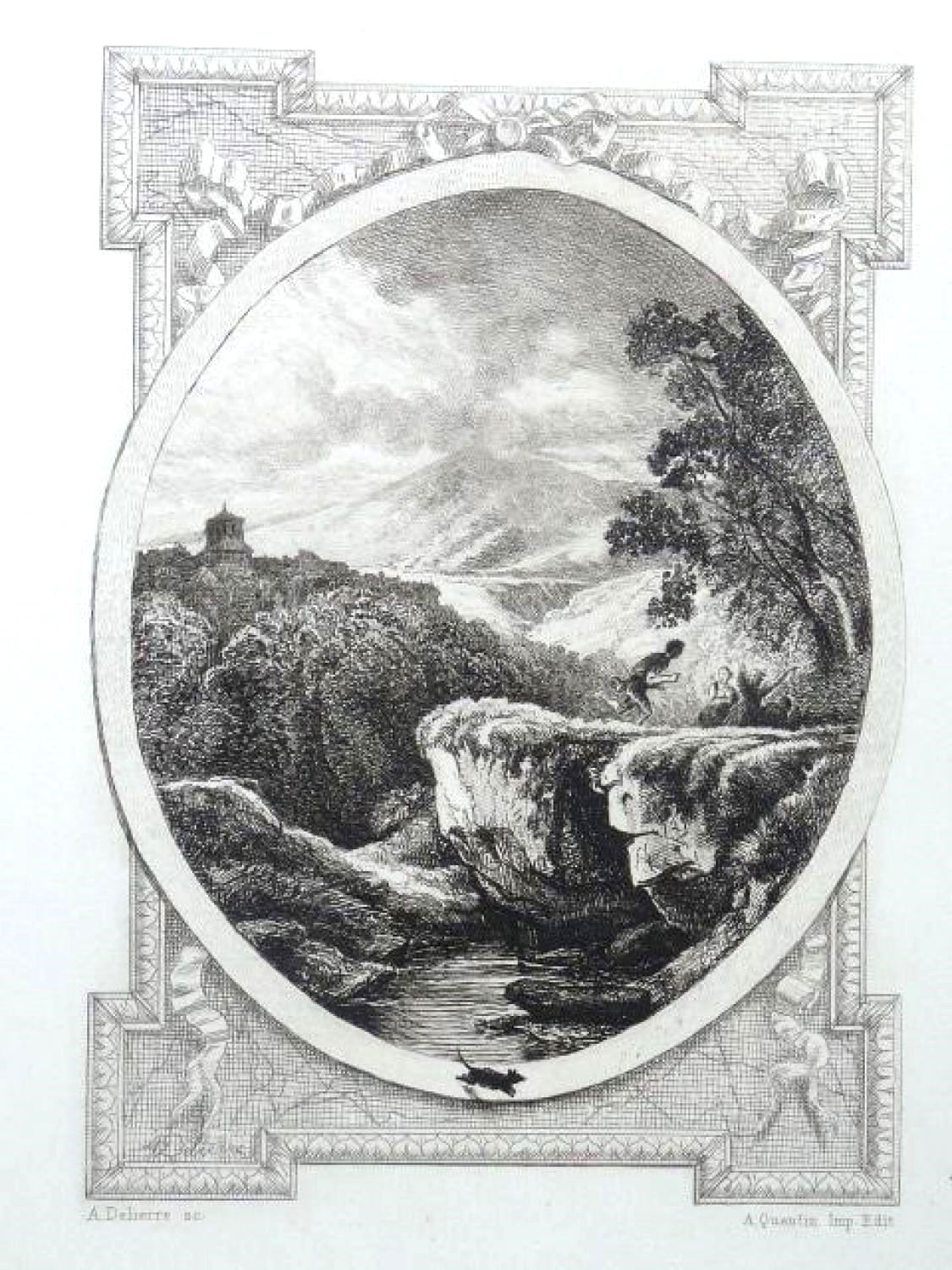

Выражение «Гора родила́ мышь» употребляется в ситуации, когда говорят о больших надеждах, но малых результатах, а также о том, кто обещает многое, но даёт очень малое.

## Происхождение
Выражение восходит к басне Эзопа, известной только в переделке римского баснописца Федра, «Mons parturiens» («Рожающая гора»). Гораций в «Ars poetica» («Искусство поэзии»), осмеивая плохих стихотворцев, начиняющих свои стихи высокопарными выражениями, говорит:
Рожают горы, а родится смешная мышь. (Parturient montes, nascetur ridiculus mus.)
Стоит также отметить и другие источники происхождения:
- Комментатор Горация Порфирион указывает, что выражение это — греческая пословица.
- В «Жизнеописаниях» Плутарха приведён следующий рассказ:

Когда спартанский царь Агесилай с войском приехал в Египет на помощь царю Таху, множество народа собралось для встречи спартанского царя и прославленного полководца; прежде всего всех поразило отсутствие блеска и роскоши; увидев же тщедушного старичка в плохом плаще, лежащего на траве (это и был Агесилай), многие вспомнили пословицу о горе, родившей мышь.
- Выражение это встречается у Буало в «Поэтическом искусстве[фр.]».
- У Тредиаковского во вступлении к «Телемахиде»:

Пышутся горы родить, а смешной родится мышонок.

## Примеры цитирования
Начал я с общественной солидарности, а кончил тем практическим заключением, что нам, русским реалистам, можно только осмеивать потихоньку наши мелкие глупости и медленно учиться вместе с нашею ленивою публикой самым элементарным истинам строгой науки. Какое торжественное начало и какой мизерный конец! Гора мышь родила, подумает читатель, и я никак не осмелюсь ему противоречить.
— Д. И. Писарев, «Реалисты»
«Поэтому то, что она [комиссия] закончит так, как „гора родила мышь“, что называется, это было для нас понятным заранее. Я всё время вам об этом говорил», — заявил Путин.

Гора родила мышь. «Вместо революции, налагающей руку на капиталистов», чисто бюрократический рецепт.
— В. И. Ленин, «Доклады о разрухе».

Полное собрание сочинений, т. 32, с. 206.

## На других языках
- По-английски: «the mountain in labour».
- По-французски: «la montagne a accouché d’une souris».
- По-турецки: «dağ doğura doğura fare doğurdu».
- На иврите: «ההר הוליד עכבר».